# Ceryx claremontii
Ceryx claremontii is een beervlinder uit de familie van de spinneruilen (Erebidae). De soort is bekend van Java en Sumatra (Indonesië)
De wetenschappelijke naam van de soort is voor het eerst geldig gepubliceerd in 1890 door Heylaerts als Syntomis claremotii en vernoemd naar de vindplaats "Claremont House" bij Preanger op Java (IDN). Al vrij snel werd de naam daarom in volgende publicaties gecorrigeerd naar Ceryx claremonti (met één "i"), maar de moderne naamgevingsregels van de ICZN dicteren dat de originele spelling in dergelijke gevallen wordt gehandhaafd.
Ceryx claremontii lijkt qua uiterlijk erg op de veel grotere Caeneressa diaphana en zou van foto gemakkelijk daarmee verward kunnen worden, al zijn er ook subtiele verschillen in het patroon van de doorzichtige venstertjes in de vleugels en het patroon op de rug. 